# Paracenobiopelma vesca
Espèce
Paracenobiopelma vesca est une espèce d'araignées mygalomorphes de la famille des Barychelidae.

## Distribution
Cette espèce est endémique de la province de Cotopaxi en Équateur. Elle se rencontre vers San Francisco de las Pampas.

## Description
La femelle holotype mesure 9,30 mm.

## Systématique et taxinomie
Cette espèce a été décrite par Dupérré et Tapia en 2025.

## Publication originale
- Dupérré & Tapia, 2025 : « On some rare mygalomorph from Ecuador, with the description of 16 new species in five families (Mygalomorphae: Actinopodidae, Barychelidae, Halonoproctidae, Idiopidae, and Theraphosidae). » Taxonomy, vol. 5, no 3, 35, p. 1-68 (texte intégral).